# Курто, Изабель
Изабель Курто (фр. Isabelle Courteau, род. 5 октября 1960, Шавиниган, Квебек) — канадская поэтесса из Квебека.
Училась в Университете Квебека в Монреале, затем в Монреальском университете, где получила степень магистра литературы.
Она является генеральным и художественным руководителем Монреальского фестиваля поэзии, который она основала в 1999 году в сотрудничестве с Бернаром Позье, Дениз Брассар, Жаном-Франсуа Надо и Стефаном Деспати.
В 2015 году она получила поэтическую премию Lèvres urbaines за образцовое участие в распространении поэзии, а также премию Анри-Транкиля за продвижение франкоязычной литературы.

## Публикации
- Isabelle Courteau. L'Inaliénable. — Montréal : Éditions de l'Hexagone, 1998. — P. 86.[4]
- Isabelle Courteau. Mouvances. — Montréal : Éditions de l'Hexagone, 2001. — P. 96.[5].
- Isabelle Courteau. Ton silence. — Montréal : Éditions de l'Hexagone, 2004. — P. 72.[6].
- Isabelle Courteau. À la lisière du monde. — Trois-Rivières : Écrits des Forges, 2017. — P. 60.